# 오원빈
오원빈(1990년 3월 26일 ~ )은 대한민국의 가수이자 배우이다. 대한민국의 밴드 그룹 FT아일랜드에서 기타, 세컨 보컬을 맡았었다. 2009년 1월 28일 FT아일랜드 탈퇴를 선언했다. 2010년 11월 1년 10개월만에 솔로로 데뷔하였다.

## 학력
- 인천신석초등학교
- 서곶중학교
- 성지중고등학교
- 경기대학교 서울캠퍼스 예술대학 전자디지털음악학과

## 앨범
| 앨범 번호 | 앨범 정보                                       | 트랙 리스트                                                                        |
| --------- | ----------------------------------------------- | ---------------------------------------------------------------------------------- |
| 1         | 《사랑해 또 사랑해》 - 발매일: 2010년 11월 11일 | 1. 사랑해 또 사랑해 (Feat. 미료 Of 브라운 아이드 걸스) 2. 사랑해 또 사랑해 (Inst.) |

## 가수 외 활동

### 드라마
- 2011년 MBC 《넌 내게 반했어》 - 기타리스트 역
- 2011년 MBN 《왔어 왔어 제대로 왔어》 - 지박호 역

### 뮤지컬
- 2015년 창작뮤지컬 《매의 아들》 - 부여구 역

### 영화
- 《세상끝의 사랑》 (2015년) - 우정출연
- 《유정: 스며들다》 (2019년) - 김수영 역